# Наровчатский уезд
Наровчатский уезд — административно-территориальная единица Пензенской губернии, существовавшая в 1780—1925 годах. Уездный город — Наровчат.

## Географическое положение
Уезд располагался на западе Пензенской губернии, граничил с Тамбовской губернией. Площадь уезда составляла в 1897 году 2295,0 верст² (2612 км²) — самый маленький уезд в губернии.

## История
Уезд образован в сентябре 1780 года в составе Пензенского наместничества в результате реформы Екатерины Великой. С 1796 года — в составе Пензенской губернии.
Декретом ВЦИК от 16 марта 1925 года Наровчатский уезд был упразднён, его территория разделена между Нижнеломовским и Спасским уездами.

## Население
По данным переписи 1897 года в уезде проживало 118 212 чел. В том числе русские — 86,3 %, мордва — 13,6 %. В городе Наровчате проживало 4710 чел.

## Административное деление
В 1890 году в состав уезда входило 14 волостей:
| № п/п | Волость                  | Волостное правление        | Число селений | Население |
| ----- | ------------------------ | -------------------------- | ------------- | --------- |
| 1     | Вопиловская              | с. Вопиловское             | 12            | 3809      |
| 2     | Дубровская               | с. Дубровки                | 16            | 8722      |
| 3     | Дурасовская              | с. Дурасовское             | 13            | 8483      |
| 4     | Зубовская                | с. Зубовское               | 14            | 5515      |
| 5     | Казенно-Майданская       | с. Казённо-Майданское      | 10            | 8307      |
| 6     | Кириклеевско-Майданская  | с. Кириклеевско-Майданское | 9             | 9160      |
| 7     | Кочелаевская             | с. Кочелаевское            | 8             | 8854      |
| 8     | Наровчатская             | г. Наровчат                | 15            | 11836     |
| 9     | Паньженская              | с. Паньжа                  | 15            | 11632     |
| 10    | Покровская               | с. Покровское              | 12            | 13002     |
| 11    | Рождественно-Тезаковская | с. Рождествено-Тезиковское | 15            | 11093     |
| 12    | Свищевская               | с. Свищево                 | 7             | 5112      |
| 13    | Шадымская                | с. Майдан                  | 5             | 11526     |
| 14    | Шутовская                | с. Шадымско-Шутовское      | 4             | 4102      |

### Подробный состав по населённым пунктам (1914)
Дубровская волость: Алексеевка (Метальниково), д. Ахлебинино, с. Веденяпино, с. Видовка, д. Гребенщиково, д. Дубровки (Ново-Девичье), с. Ишкино (Серганка), д. Казинка, д. Ключи (Епифаново), д. Козловка (Рождественское), с, Мещерино (Потаповка), д. Монастырское, с. Невежино, д. Никольское (Мещерское), д. Пополутово (Моинка), д. Цепаево.
Дурасовская волость: Бол. Студенец, с. Веденяпино, д. Вьюнки, с. Грачевка, с. Дурасовка, с. Крутой Студенец, д. Масловка, с. Мумарка, д. Плесковка, с. Потодеево, с. Рузвель, с. Холстовка, с. Шубинка, д.
Зубовская волость: с. Засечное (Михайловское), с. Зубово, д. Мелюшовка, д. Пандерки, с. Рузаново, с. Салмановка, с. Стяжкино, д. Суриновка, д. Туракино, д. Тюгаевка, д. Федоровка, д. Ездовка.
Казенно-Майданская волость: с. Казенный Майдан (Спасское), с. Никольское (Ушивые Буды), с. Новое Дракино, с. Рыскино (Васильевка), д. Самовольна (Шигаево), с. Стар. Дракино, д. Тютьково (Морозовский Шадым), с. Шалым, д. Широкий выс, д. Шуварки (Александрова).
Кириклейская волость: Верх. Лухма (Рождественское), с. Кириклейский Майдан (Рождественское), с. Кочетовка, с. Лухменский (Майдан, Вшивый Майдан), с. Нов. Орловка, д. Паевка (Средняя Лухма), с. Свистовка (Майоровка), д. Сенгилейка, д. Стражнический выс
Кочелаевская волость: д. Андреевка, с. Воскресенская Лапша, с. Кочелаево, с. Крутенькое, д. Морд. Коломасово, д. Русское Коломасово, с. Слободиновка, д. Червленая.
Наровчатская волость: с. Ачасьево (Ильинское), с. Б. Кавендра, с. Б. Чердак, д. Вискаловка, д. Казеевка, д. Крапивка (Верх. Латышовка), д. Милюковка, с. Морозовка, д. М. Чердак, д. Наровчат, д. Нов. Пятина, с. Панская Слобода, с. Ст. Сотня слобода, д. Три Слободки (Церковная, Бобыльская и Дворцовая), с. Шадрино, с. Шиловка, поселки: Кинячий, Суховка, т. Куренков
Ново-Покровско-Вопиловская волость: д. Абашевский выс., д. Александровка, д. Барабановка (Мадаевский выс), д. Вопиловка (Ново-Покровское), с. Веселовка, д. Каз. Майданские выс. с. М. Кавендра, д. Н. Самодуровка (Калгановка), с. Н. Пячуры, д. Слободка (Слободские выс), с. С. Самодуровка, д.
Паньженская волость: Азарапино, с. Александровка д. Барабановка, д. Барки, д. Васильевка, д. Вольная Лашма, с. Кадыковка, с. Клиновка. д. Мордовское Вечкинино, д. Нов. Дубровки, д. Орловка, с. Паньжа, с. Парапино, с. Русское Вечкинино, д. Самаевка, с. Самаевский выс, д. Ст. Дубровки, д. Шигаево (Богородское), д. Чепурновка,
Покровская волость: д. Будановка, с. Высокое, с. Гумны, с. Красаевка, с. Перевесье (Погановка), с. Покровское, д. Покровские выс. (Старые выс.), с. Решетино, с. Ст. Пичуры, с. Суркино, с. Телешовка, с. Торопово.
Рождественско-Тезиковская волость: с. Акимовщина (Низ-Большой Каурец), с. Балалаковка (Богоявленское), с. Б. Кирдяшево. с. Виляйки (Камора), д. Волчковка, с. Вонючка (Рождественское), с. Верх. Большой Каурец, с. Колояр, с. Кошелевка, с. Ляча, с. Никольское, д. Листопадовка, д. М. Кирдяшево, д. М. Колояр, с. Михайловское Тезиково (Мельситово), с. Рождественское Тезиково (Новое Тезиково), д. Щукино.
Свищевская волость: с. Абашево (Никольское), д. Ивановка, с. Краснополье (Богородское), д. Мальцевка, с. Свишево (Усть-Парцы), с. Семивражки (Покровское).
Шадымская волость: с. Алькино, д. Гольтяпино, с. Челмодеевский Майдан (Рождественское), с. Шадымский Майдан, с. Янгужинский Майдан.
Шутовская волость: д. Павловка, с. Паны (Пановка, Панские Парцы), д. Сияново (Федоровка), с. Шуты (Шутово).

## Уездные предводители дворянства[5]
| Время службы | Фамилия, Имя, Отчество              | Должность/Чин                    |
| ------------ | ----------------------------------- | -------------------------------- |
| 1787-1790    | Вышеславцев Матвей Иванович         | Ротмистр                         |
| 1790-1796    | Арапов Николай Андреевич            | Секунд-майор                     |
| 1796-1799    | Ванников Семён Фёдорович            | Коллежский асессор               |
| 1800-1803    |                                     |                                  |
| 1804-1807    | Вышеславцев Василий Иванович        | Титулярный советник              |
| 1807-1810    | Лачинов Сергей Михайлович           | Коллежский асессор               |
| 1810-1813    | Вышеславцев Пётр Матвеевич          | Поручик                          |
| 1813-1816    | Арапов Пётр Андреевич               | Надворный советник               |
| 1816-1831    | Лачинов Михаил Андреянович          | Поручик                          |
| 1831-1846    | Борноволоков Александр Петрович     | Гвардии поручик                  |
| 1846-1861    | Шишкин Иван Тимофеевич              | Коллежский советник              |
| 1861-1864    | Арапов Андрей Николаевич            | Майор                            |
| 1864-1867    | Горн Николай Григорьевич            | Коллежский асессор               |
| 1867-1869    | Ахлебинин Александр Николаевич      | Губернский секретарь             |
| 1869-1887    | Веденяпин Павел Николаевич          | Действительный статский советник |
| 1887-1892    | Огарёв Дмитрий Григорьевич          | Надворный советник               |
| 1892-        | Князь Кильдишев Александр Андреевич | Надворный советник               |